# Filozofia francuska
Filozofia francuska – filozofia uprawiana w języku francuskim od końca średniowiecza po czasy współczesne. Filozofia francuska jest bardzo zróżnicowana i silnie oddziaływała na filozofię Zachodu w całej swej historii. Już w XII wieku uprawiana we Francji filozofia miała cechy narodowe, jednak tworzona była w języku łacińskim. W wieku XVI i XVII filozofowie francuscy posługiwali się lokalnymi dialektami.

## Renesans

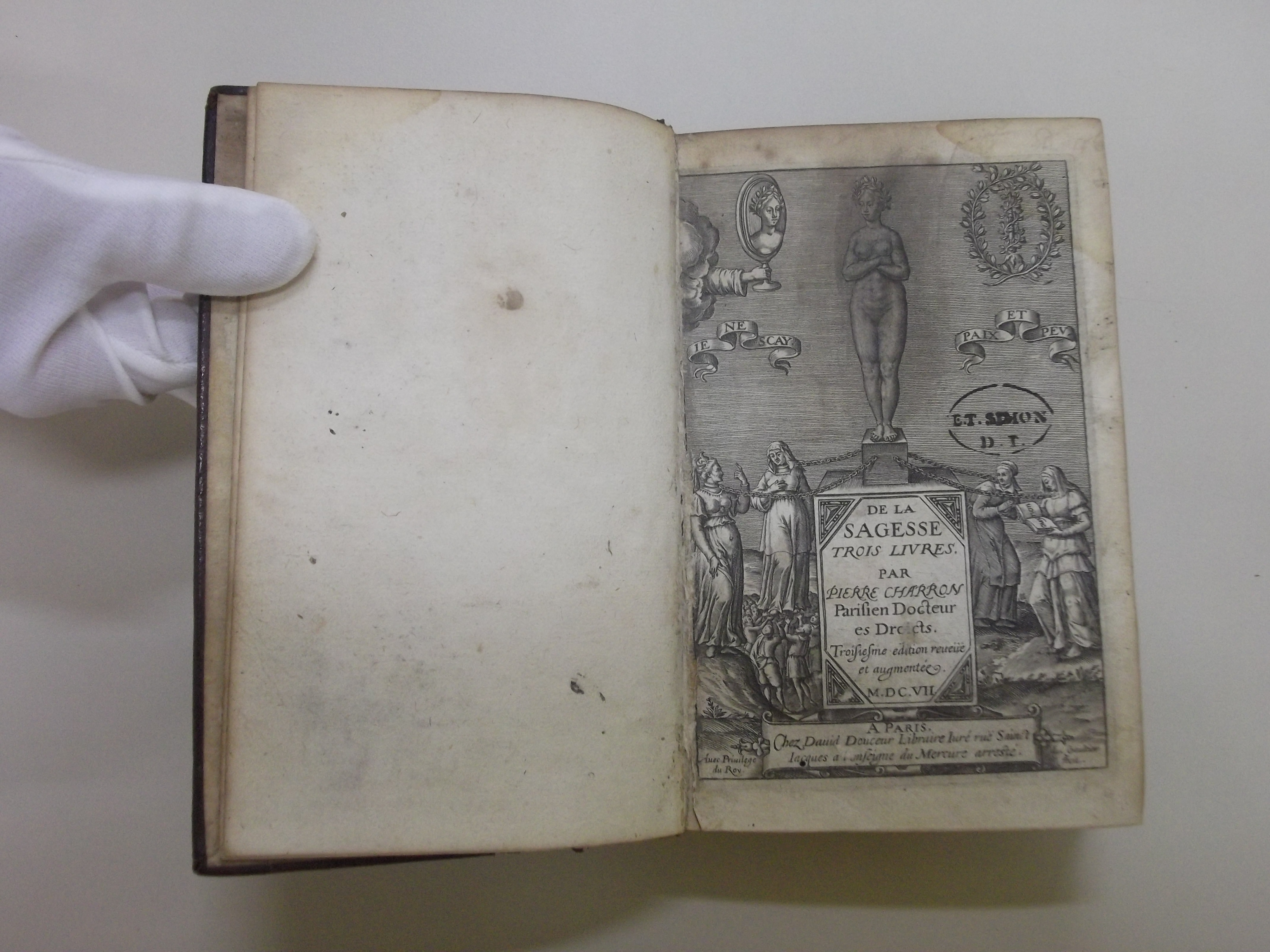
De la sagesse, jedno z dzieł Pierre'a Charrona

Do epoki odrodzenia, filozofia łacińskiej Europy nie była podzielona na tradycje narodowe. Szczególnie silne związki łączyły dwa ważne ośrodki życia intelektualnego: uniwersytety Paryski i Oksfordzki. Wojna stuletnia zerwała te kontakty, co stało się punktem wyjścia dla rozdzielenia francuskiej i angielskiej tradycji filozoficznej.
Renesans przyniósł ze sobą dążenie do odtworzenia klasycznej łaciny (w odróżnieniu od zniekształconej łaciny średniowiecznej), a także rozwój języków wernakularnych. Od tego też czasu zaczęto filozofować w językach etnicznych, powoli tworząc na ich potrzeby słownictwo filozoficzne.
Michel de Montaigne, jeden z najwybitniejszych przedstawicieli humanizmu, był najbardziej wpływowym francuskim filozofem doby renesansu. Głosił, że rozum ludzki jest bezsilny, gdy idzie o osiągnięcie prawdy, jeśli nie jest wsparty wiarą oświeconą łaską Bożą. Jego główne dzieło, Próby, jeszcze za jego życia wydano czterokrotnie, a jego wpływ długo się utrzymywał. Ze sformułowań pisarza korzystały kolejne pokolenia pisarzy poczynając od Mathurina Régniera. Współcześni i bezpośredni następcy Montaigne'a korzystali z jego dzieła w szerokim zakresie. Florimond de Raemond uważał go za mistrza filozofii stoickiej i chrześcijańskiej. Apologia Rajmunda Sebond stanowiła źródło argumentów w polemikach z protestantami i racjonalistami. Z „chrześcijańskiego sceptycyzmu” autora czerpali Pierre Charron i w młodości biskup Jean-Pierre Camus.
Drugim wpływowym renesansowym filozofem był Pierre Charron. W 1594, opublikował Les Trois Vérités, w którym to dziele dowodzi trzech prawd: że istnieje Bóg i prawdziwa religia, że prawdziwą religią jest chrześcijaństwo, i że prawdziwym Kościołem jest katolicki.
Do Francji przenikał również florencki platonizm. Jego przedstawicielami byli Symphorien Champier, Maurice Scève, Joachim du Bellay i Pierre de Ronsard.
W zakresie filozofii politycznej wpływowym autorem był realista Jean Bodin, który w Sześciu księgach o Rzeczypospolitej dał podwaliny pod francuski absolutyzm, oraz pod współczesne pojęcie suwerenności.

## Wczesna nowożytność

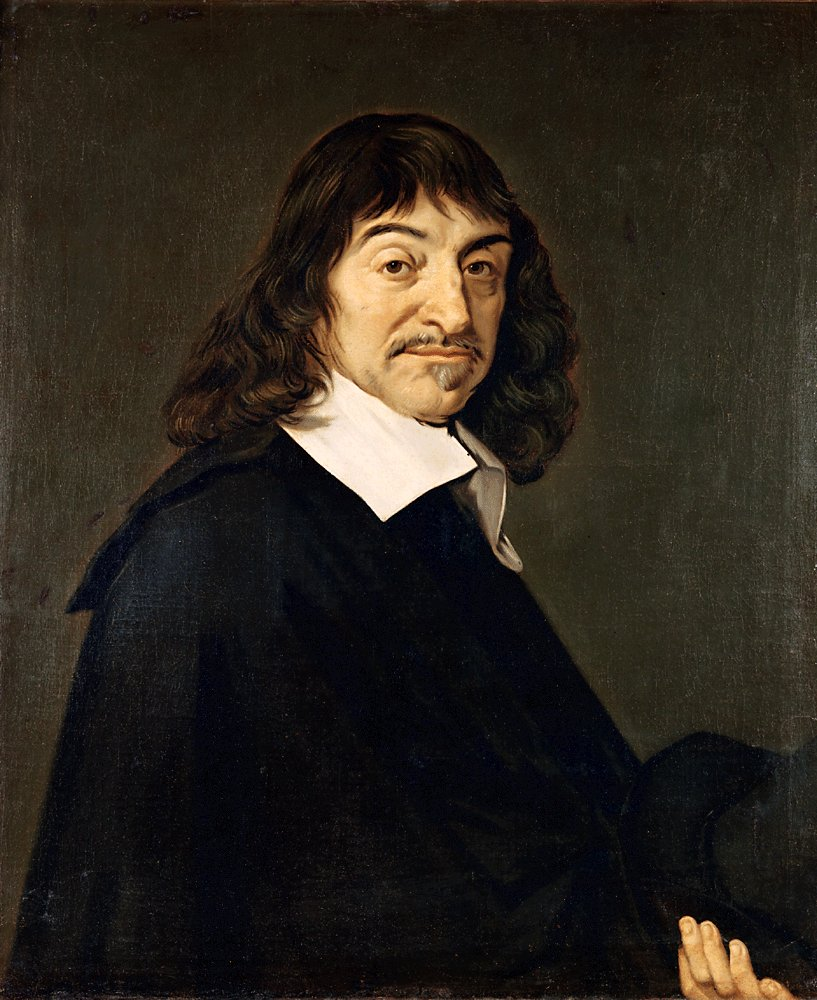
René Descartes (1596–1650)

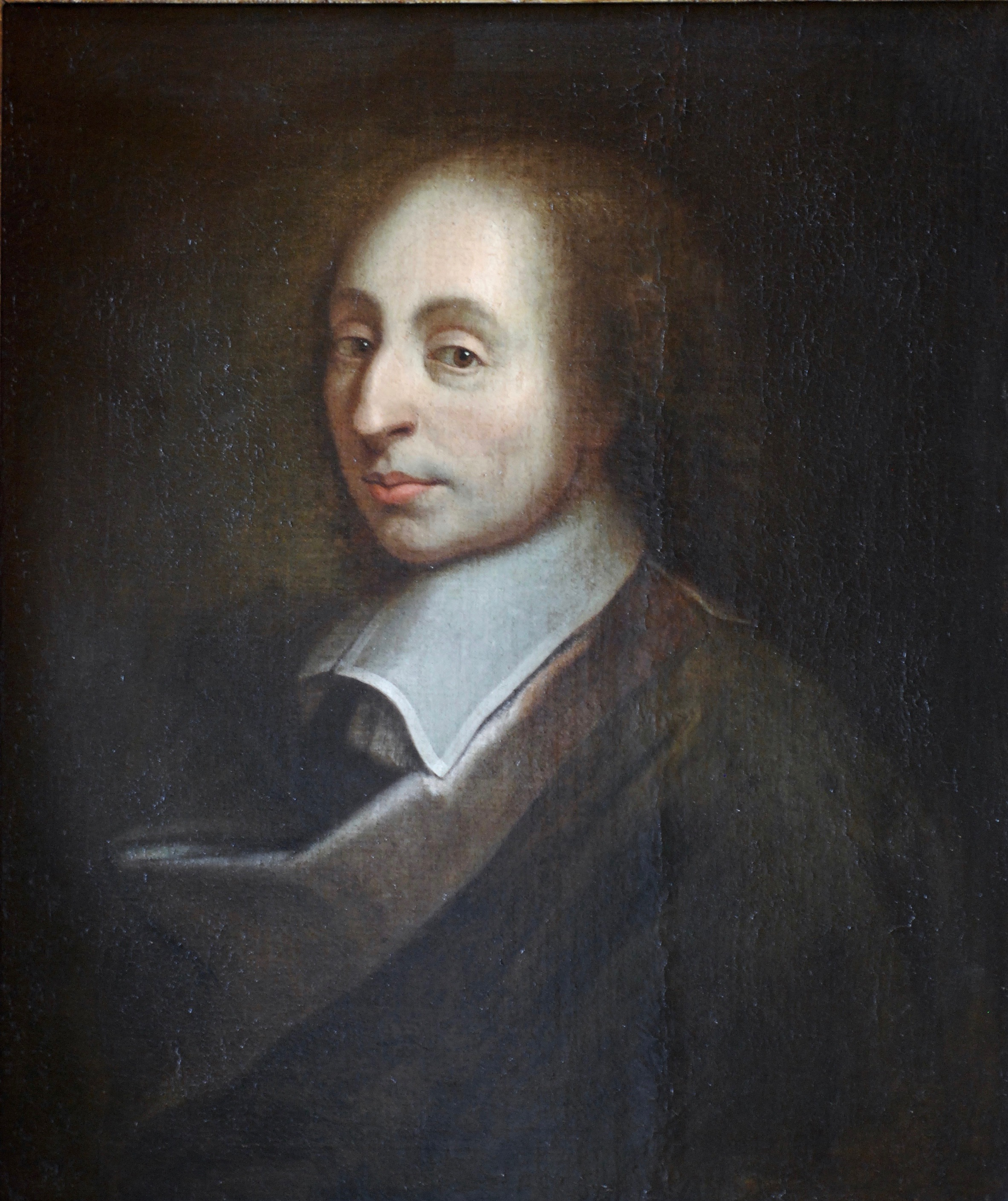
Blaise Pascal (1623–1662)

Charakterystycznymi myślicielami dla tej epoki są: René Descartes, Pierre Gassendi, Blaise Pascal i Nicolas Malebranche. Kartezjusz analizując podstawy znanych sobie systemów filozoficznych, zauważył, że nie ma sposobu, aby ustalić, które z filozoficznych twierdzeń jest prawdziwe i dla niemal każdego stwierdzenia można sformułować jego antytezę. Próbował zastosować do filozofii wziętą z matematyki zasadę znalezienia podstawowego aksjomatu, od którego można by wywieść drogą dedukcji resztę systemu. Kartezjusz przyczynił się do oddzielenia filozofii od scholastycznej metafizyki.
Pascal głosił sceptycyzm wobec możliwości poznawczych rozumu. Rozum nie może niczego poznawać, dopóki nie przyjdzie mu z pomocą objawienie. Malebranche skupił się na relacji między wolą ludzką, a rzeczywistością materialną. Zauważył, że wola nie jest w stanie oddziałać na materię w takim stopniu, jak twierdził Kartezjusz.

## Oświecenie

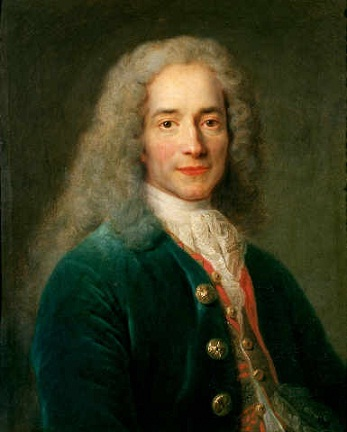
Wolter (1694–1778)

Francja za Ludwika XIII i XIV z kraju podzielonego na wiele prowincji przekształciła się w jednolity organizm państwowy. Życie umysłowe toczyło się głównie na dworze królewskim. Język francuski stał się lingua franca (wspólnym językiem elit) Europy. Za początek Oświecenia we Francji uważa się opublikowanie Listów perskich przez Monteskiusza w 1721. Koniec jest zwykle wiązany z rokiem 1794 (śmierć filozofa Condorceta). Wśród filozofów wyróżniają się dwie grupy: encyklopedyści (np. Denis Diderot) i naturaliści (Julien Offray de La Mettrie) . Nurty te niejednokrotnie były łączone (Paul d’Holbach). Oświeceniowi filozofowie zyskali również istotny wpływ na politykę francuskiego dworu (parti philosophique).
Motywem przewodnim epoki był kult rozumu i dążenie do osiągnięcia największej rozumności. Drugim motywem było pragnienie wyzwalania umysłu z różnego rodzaju błędów i uprzedzeń. Obwiniano siebie o skrępowanie swego umysłu więzami ciemnoty, nietolerancji i fanatyzmu chrześcijaństwa. Zajmował się tym głównie Voltaire. Nurt ten cechował optymizm co do doskonalenia ludzkości i idea postępu. Innym motywem oświeceniowym było pragnienie powrotu do natury i idealizowanie przedcywilizacyjnego stanu natury (idea szlachetnego dzikusa). Motyw ten rozwijany był szczególnie przez Jean-Jacques’a Rousseau, sceptycznego wobec postępu jaki ma nieść cywilizacja. Rousseau wskazywał na ograniczenia rozumu i siłę uczuć, stając się źródłem prekursorem sentymentalizmu i romantyzmu.

## XIX wiek
Pozytywizm, rozbudowany system filozoficzny stworzony przez Auguste'a Comte'a miał duże znaczenie dla XIX wiecznej filozofii i nauki. System Comte'a integrował wszystkie nauki, opierając je na podstawach empirycznych. Wzorem metodologicznym dla nauk były nauki przyrodnicze. Rozwój nauk i techniki miał być podstawą postępu ludzkości. Comte zainicjował również „religię ludzkości”, stworzył termin socjologia, i miał istotny wpływ na poglądy filozofów medycyny.
W całej Europie czytani byli francuscy filozofowie polityczni: socjaliści utopijni Henri de Saint-Simon i Charles Fourier oraz twórca anarchizmu Pierre-Joseph Proudhon.
W XIX wieku filozofia francuska traci swoją dynamikę, przyjmując wiele treści filozofii niemieckiej i angielskiej. Od lat trzydziestych centralną postacią stał się historyk filozofii Victor Cousin, który sprawował wiele czołowych funkcji na uczelniach wyższych i w instytucjach państwowych. Łączył on różne nurty filozoficzne i religijne w eklektyczną syntezę, czyniąc ją podstawą edukacji filozoficznej.
Pod koniec XIX wieku rozpoczynają działalność Henri Bergson (rozwijając filozofię życia), oraz Pierre Duhem, filozof nauki. Szczyt ich rozwoju przypada na początek XX wieku.

## XX wiek

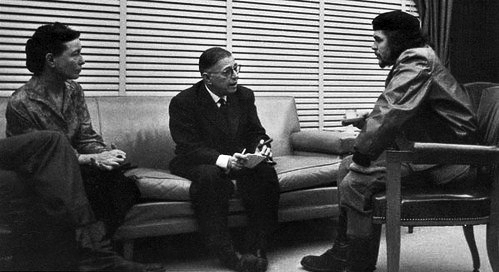
W XX wieku, wielu francuskich filozofów zaangażowało się w popieranie ruchów socjalistycznych i komunistycznych. De Beauvoir i Sartre na spotkaniu z Che Guevarą

Na początku XX wieku filozofia Bergsona zdobyła ogólnoświatowy rozgłos. Duże znaczenie miała również filozofia nauki Gastona Bachelarda. Wybitnych myślicieli (wpływowych również poza kontekstem religijnym) wydała tradycja katolicka. Należeli do nich Maurice Blondel (modernizm katolicki), oraz neotomiści i personaliści: Jacques Maritain, Gabriel Marcel, Emmanuel Mounier, czy Pierre Teilhard de Chardin. Wybitnym chrześcijańskim historykiem filozofii, który w dużej mierze przyczynił się do rewaluacji filozofii średniowiecznej był Étienne Gilson.
Na francuską filozofię oddziaływały mocno marksizm, prace Edmunda Husserla, Martina Heideggera oraz Sigmunda Freuda. Filozofia francuska stała się jedną z najbardziej wpływowych na świecie. Do lat sześćdziesiątych XX wieku dominował egzystencjalizm – Jean-Paul Sartre, Simone de Beauvoir (łącząc go z feminizmem), Maurice Merleau-Ponty (łącząc go z fenomenologią). Nurt fenomenologiczny rozwijany był przez Paula Ricœura (hermeneutyka) i Emmanuela Levinasa (filozofia dialogu).
W kolejnym okresie głównym nurtem był strukturalizm, stworzony przez Claude’a Lévi-Straussa, w oparciu o prace XIX-wiecznego językoznawcy Ferdinanda de Saussure'a. Strukturalizm (podobnie jak wcześniej egzystencjalizm) stał się szerokim nurtem intelektualnym, znajdując swoje odbicie w licznych dyscyplinach, m.in. psychoanalizie (Jacques Lacan, Julia Kristeva).
Krytyka strukturalizmu, doprowadziła do ukształtowania się nurtu nazywanego poststrukturalizmem (Jacques Derrida, Roland Barthes, Michel Foucault). Pod koniec XX wieku, postrukturalizm zradykalizował się i przybrał postać postmodernizmu (Jean-François Lyotard, Gilles Deleuze, Luce Irigaray).